# Mercedes-Benz 300 SL (W194)
La Mercedes-Benz 300 SL (W194) « papillon » est un modèle d'automobiles sportive à deux places, coupé et cabriolet du constructeur allemand Mercedes-Benz. Elle a remporté les 24 Heures du Mans 1952, puis la Carrera Panamericana. Elle est célèbre, comme sa version route : la Mercedes-Benz 300 SL W198, pour ses portes papillon appelées outre-Rhin « Flügeltüren », littéralement, « portes ailes ».

## Historique

### Développement pour 1952

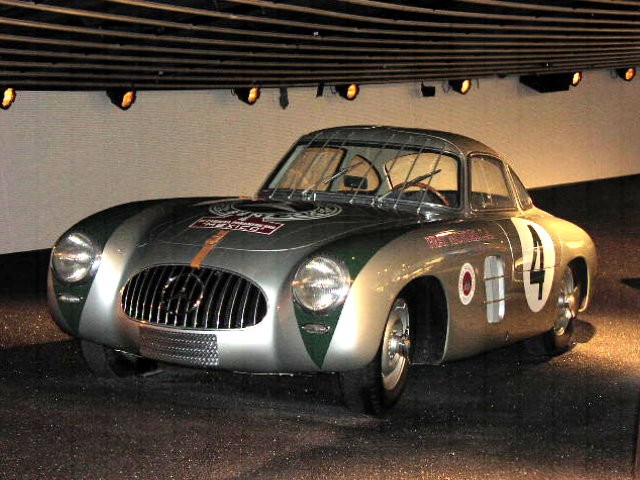
La Mercedes-Benz 300 SL W194, première lors de la Carrera Panamericana 1952 au Musée Mercedes-Benz de Stuttgart.

En 1951, Wilhelm Haspel, PDG de Daimler-Benz, observait de très près le sport automobile international. Plusieurs courses d'essai et douze années d'exploitation des monoplaces d'avant-guerre en Amérique du Sud révèlent à Mercedes son incapacité à se lancer dans la compétition avec ces modèles obsolètes, Daimler-Benz AG décide de se lancer en 1952 dans les courses de voitures de sport, moins importantes que les Grand Prix de Formule 1, mais toutefois assez populaires, Mercedes décide donc de construire une voiture de course appelée « 300 Sport Leicht » pour « sport légère ». Le bloc moteur de la limousine 300 (Adenauer) est choisi pour être retravaillé et intégré dans un nouveau châssis.
Le moteur type M194 développé pour le sport est très proche des moteurs « civils » à six cylindres en ligne de trois litres, d'une part pour son architecture, il diffère en cela qu'il est incliné de 50° vers la gauche, mais aussi pour sa puissance (augmentation de 115 ch/85 kW à 170 ch/125 kW). Il est relié à une boîte de vitesses à quatre rapports, également issue de la limousine 300, robuste, mais - comme le moteur - pas vraiment légère. Ce bloc moteur y a déjà fait ses preuves, révélant sa robustesse au fil du temps. Rien ne pouvait donc être fait en termes de poids concernant le moteur et la transmission de la W 194 en pleine maturité. Si le poids du moteur et de la transmission restent inchangés, il faut adapter le reste de la voiture pour l'alléger, bien que des concessions à la légèreté soient faites telles que les essieux en acier. La recherche s’est donc portée sur d’autres potentiels de perte de poids et d’augmentation de la vitesse. En l’état actuel des choses, on ne les retrouve que dans le cadre et la carrosserie, ainsi que dans une structure aussi épurée que possible. Pour faire diminuer le poids de la voiture et donc augmenter son potentiel en compétition, Rudolf Uhlenhaut, ingénieur de la marque à l'étoile décide de développer un nouveau châssis léger tubulaire, qu'il avait été déjà imaginé quelques années plus tôt. L'idée est amenée à son terme. Le résultat fut un châssis composé de tubes très minces soudés en triangles, lui conférant une rigidité extrême. Le châssis ne pèse que 50 kg et a servi de modèle non seulement à la W 194 à la W196, mais aussi à la 300 SLR de course engagées en 1954 et en 1955. Le modèle 300 SL ne pesait que 1 100 kg au lieu des 1 780 kg du modèle 300 S.
La carrosserie a été dessinée de sorte à favoriser l'aérodynamique, le moteur a été incliné de 50° pour pouvoir être glissé sous le capot, lequel arbore toutefois une bosse pour que le moteur puisse être intégré, la carrosserie de la voiture était très basse, sans appendice superflu, avec des courbes profilées et des ailes qui dépassaient bien au-delà des roues, les roues sont couvertes par la carrosserie, les phares se fondent dans la ligne. La grille de calandre Mercedes est verticale, comme sur les modèles d'avant-guerre, mais, diffère cette fois par l'étoile, désormais apposée sur la calandre. La carrosserie a été conçue pour être aussi étroite que possible au-dessus de la ceinture de caisse. Le pare-brise, arrondi vers le montant A, était pour l'époque fortement incliné; La grande lunette arrière a été allongée et fusionnée avec l'arrière arrondi. Les vitres latérales arrière étaient fortement rétractées. Le résultat a été une surface frontale relativement petite de 1,8 m² et un coefficient de traînée, ou {\displaystyle C_{x}}, de 0,25.
Pour rendre la structure « space frame » plus stable, l'habitacle est conçu de façon à être aussi large et haut que possible. Les premiers essais pour intégrer des portières conventionnelles ont été des échecs car les portes ne pouvaient commencer qu'au-dessus de la ceinture de caisse et s'étendre jusqu'au toit, ce qui conduit l'équipe à mettre au point la solution des portes qui s'ouvraient vers le haut, les spectaculaires, et plus tard célèbres, portes papillon. Les deux portes ouvertes donneront une interprétation différente selon les pays, dans les pays anglophones, on parle de «gull wing» ou «ailes de mouettes», dans les pays francophones, d'un «papillon» et dans les pays germanophones, de «Flügeltüren» ou «ailes d'oiseau». Le conducteur et le passager montaient par le haut plutôt que par le côté. Pour faciliter l'accès par-dessus la paroi latérale haute, une marche d'entrée était prévue dans la partie inférieure du côté de la carrosserie.
L'intérieur de la voiture, entièrement lambrissé, n'est pas dépouillé contrairement aux autres voitures de l'époque, ce qui fera l'admiration de la presse automobile, peu habituée à un tel confort dans une sportive. Le tableau de bord comprend un indicateur de vitesse et un tachymètre sous un capot commun, des jauges plus petites pour la température de l'eau, la pression de carburant, la température de l'huile et la de pression de l'huile. Même une horloge a été installée. Les sièges baquets à bords hauts sont habillés d'un mince mais confortable tissu de laine en tartan. Le volant à quatre branches peut être incliné pour faciliter l'entrée du pilote dans la voiture. Le long levier de vitesse sort de sous le tableau de bord, le frein à main «Krückstock» se situe à plat sur le côté gauche. L'appuie-tête et les ceintures de sécurité sont alors absentes à cette époque; la direction assistée était réservée aux berlines de luxe.
La 300 SL d'origine (numéro de châssis 194 010 00001/52) fait ses premiers tours de roue lors d'essais en novembre 1951 à la Solitude, non loin de Stuttgart, puis sur le Nürburgring et enfin sur le circuit d'Hockenheim. La voiture était chaussées de pneumatiques étroits sur roues en tôle sans fixation centrale et munies d'enjoliveurs. Le tableau de bord n'était pas encore agrémenté de tous les compteurs disponibles, le plancher n'était toujours pas recouvert de velours et l'étoile Mercedes et le logo 300 SL n'étaient pas encore dans leur position définitive sur le couvercle du coffre.
Le 12 mars 1952, Mercedes présente son nouveau coupé sport 300 SL sur l'autoroute A 81 entre Stuttgart et Heilbronn, la voiture fait sensation tant elle est inhabituellement lisse et petite - avec une hauteur de seulement 1 225 mm.

### Données techniques

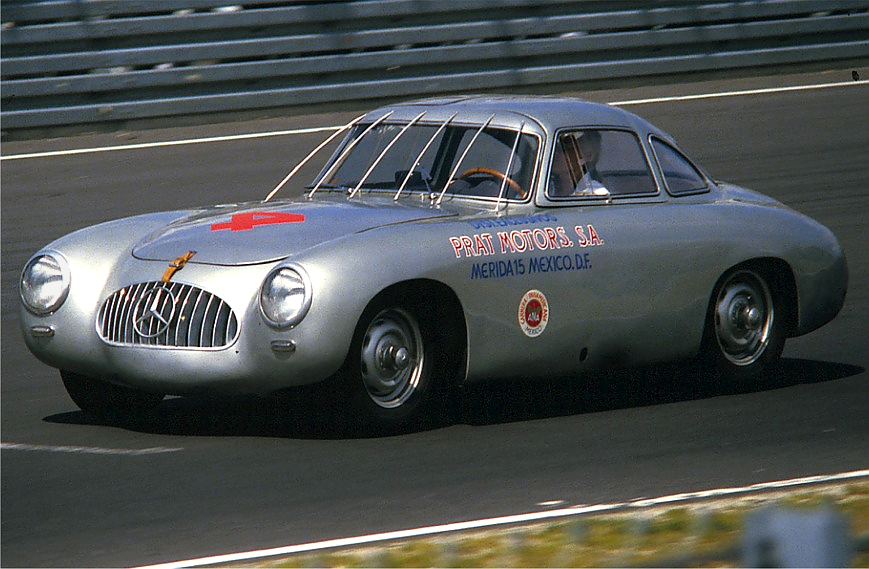
Mercedes-Benz 300 SL, numéro de châssis 194 010 00002/52; piloté par Ewy Korff-Rosqvist au Grand Prix Oldtimer 1986

| Caractéristiques    | Mercedes-Benz W 194, année 1952 |
| ------------------- | ------------------------------- |
| Moteur              | Moteur six cylindres en ligne   |
| Contrôle des vannes | Arbre à cames en tête           |
| Cylindrée           | 2 995 cm³                       |
| Carburateur         | 3 doubles carburateurs Solex    |
| Lubrification       | Carter sec                      |
| Puissance           | 170 ch (125 kW) à 5 200 tr/min  |
| Poids à vide        | Env. 1 060 kg                   |
| Vitesse de pointe   | 230 km/h                        |
| Nombre d'unités     | 10                              |

### Succès en course

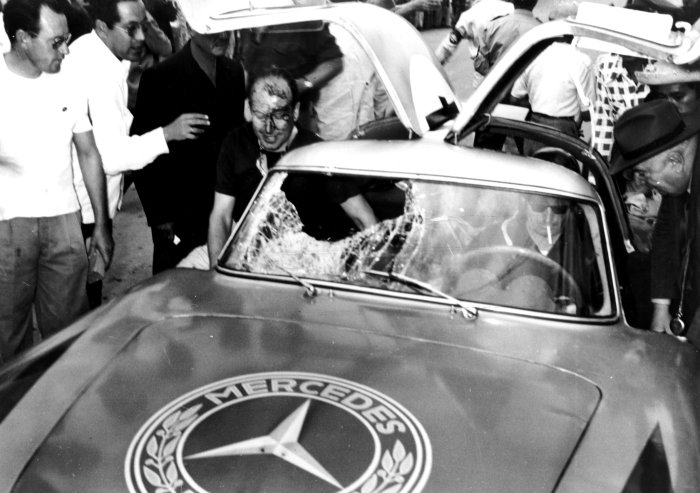
Lors de la Carrera Panamericana 1952, la voiture de Karl Kling et de Hans Klenk percute à près de 160 km/h un condor qui vient s'encastrer dans l'habitacle, blessant légèrement Klenk au visage. L'image fait instantanément le tour du monde.

En 1952, le véhicule participa à d'importantes courses de voitures de sport
Débuts accrocheurs aux Milles Miglia

Les W194 font leurs débuts aux Mille Miglia, en mai. L'écurie Mercedes-Benz, désireuse de faire les choses en grand engagent trois équipages, le premier est composé de Karl Kling et de Hans Klenk, le second, au vétéran allemand, désormais devenu suisse, triple champion d'Europe des pilotes avec Mercedes et vainqueur de l'épreuve en 1931 : Rudolf Caracciola et à Ernst Kurrle et le troisième à l'autre pilote titulaire de la firme à l'étoile dans les années 1930, Hermann Lang, associé à Erwin Grupp. Dix-huit personnes sont mobilisées, trois camions, quatre berlines 220 et deux W194 de réserve. Lang et Grupp abandonnent avant le deuxième contrôle à Ravenne, tandis que Kling et Klenk doivent céder la tête de l'épreuve à la Ferrari de Giovanni Bracco et Alfonso Rolfo, sur un problème d'écrous de roue. Finalement, Kling et Klenk terminent seconds devant Caracciola et Kurrle.
Victoire à Bremgarten, sans Caracciola

Deux semaines plus tard se tient le Prix de Berne à Bremgarten. Quatre voitures sont engagées pour Caracciola, Lang, Kling et Fritz Riess. Au cours de l'épreuve, Caracciola sort violemment de la piste (les roues arrière s'étant soudainement bloquées) et prend la décision d'arrêter définitivement la compétition. Les trois Mercedes restantes signent un triplé, Kling devançant Lang puis Riess.
Doublé retentissant au Mans

Aux 24 Heures du Mans 1952, rien n'est laissé au hasard et même si le Français Pierre Levegh domine en solitaire jusqu'à la vingt-troisième heure de course, la victoire revient à Hermann Lang et Fritz Riess, ils devancent Theo Helfrich et Helmut Niedermayr et établissent un nouveau record dans la Sarthe en s'imposant à la vitesse moyenne de 155,575 km/h.
Eifelrennen 1952 : triplé Mercedes

L'Eifelrenenn 1952 voit également s'imposer la W194 sur un triplé.
Le papillon et le condor

À la fin de l'année, se tient la Carrera Panamericana au Mexique. La course est à nouveau l'occasion pour Mercedes de démontrer tout son savoir-faire en termes d'organisation. Trente cinq personnes sont du voyage, deux avions sont affrétés, trois voitures de course dont un roadster sont acheminés sur place ainsi qu'un mulet. Les essais pour Mercedes commencent un mois avant l'épreuve. Réalésées à 3 105 cm3 pour compenser la perte de puissance due à l'altitude, les W194 sont d'abord à la peine. Lang percute un chien dans la première étape entre Gutiérrez et Oxaca faussant sa direction, tandis qu'un condor vient s'encastrer dans le pare-brise de Kling, blessant légèrement Klenk au visage. Avant la septième des huit étapes, le pilote Ferrari, Bracco, alors en tête vient trouver Klenk pour lui dire qu'il risque d'abandonner bientôt. La prédiction de l'Italien se réalise et Kling effectue les derniers kilomètres pied au plancher, Neubauer depuis son avion ne parvenant plus à le joindre par radio pour lui dire qu'il peut ralentir.

### Développements postérieurs en 1953

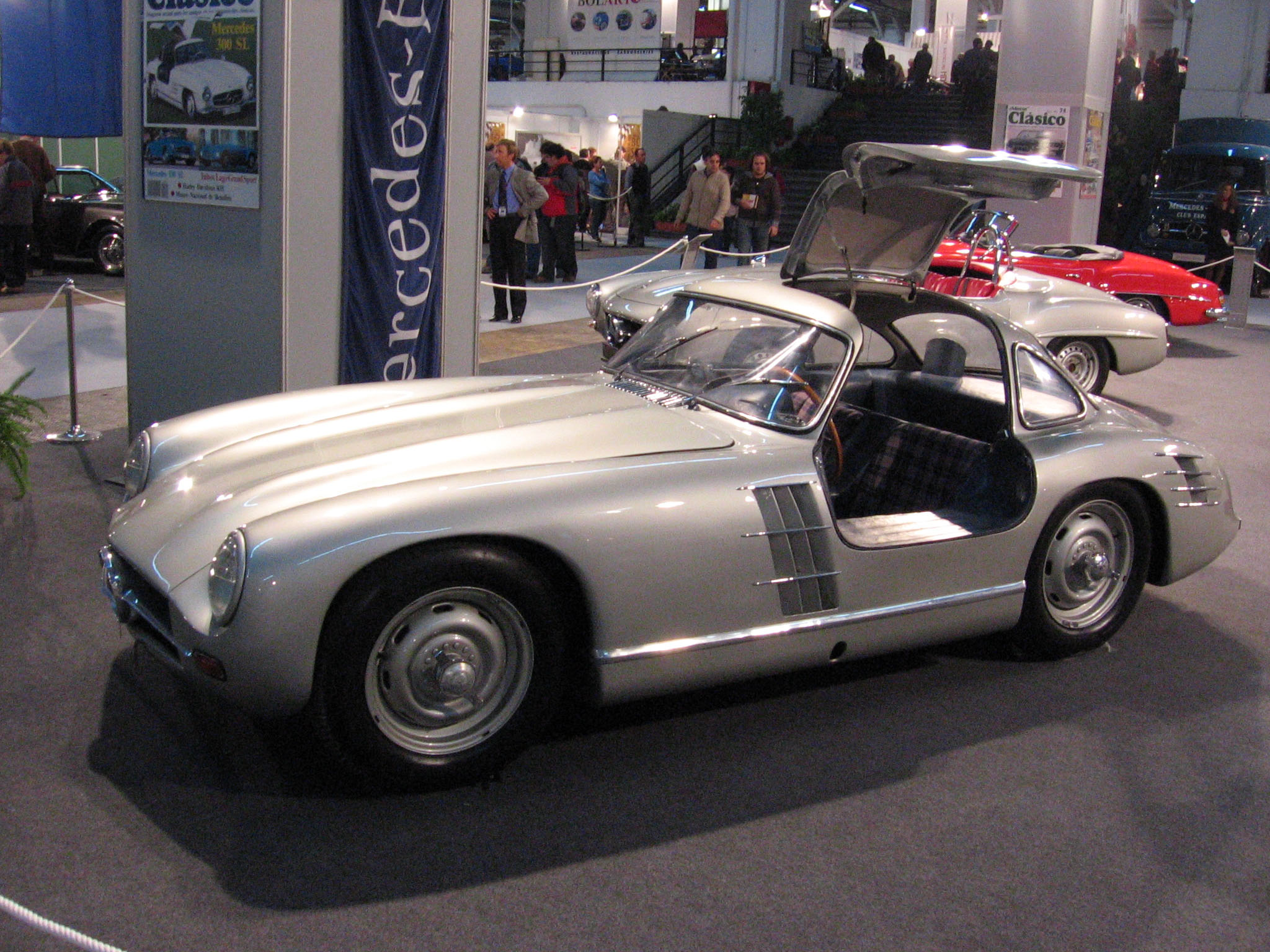
Un prototype de 1953 basé sur la Mercedes-Benz 300 SL.

En 1953, des améliorations sont testées sur un prototype. Le châssis a été revu et emploie dans certaines parties une tôle en électrum (une tôle de magnésium) plus légère que l'aluminium. Elle passe en soufflerie et adopte une nouvelle proue, notamment au niveau du nez, pour favoriser la circulation de l'air dans le compartiment moteur. Le moteur dégageant beaucoup de chaleur par le tunnel de transmission des ouïes sont aménagées sur les ailes à l'avant. La puissance du moteur est revue à la hausse. Grâce à de nouveaux carburateurs Weber double corps horizontaux, une nouvelle culasse avec de plus grands conduits et de plus grandes soupapes, le six cylindres atteigneait la puissance de 200 ch (147 kW). L'objectif a été atteint à exactement 201 ch (148 kW). Le réglage (synchronisation) des trois carburateurs trop complexe nuisant à la fiabilité, les développeurs, insatisfaits mettront un terme à ce projet.
La solution au problème était l’injection directe d’essence. L'application de cette technologie n'a pas été trop difficile pour Daimler-Benz grâce à l'expérience acquise dans le développement de moteur d'avion (comme le DB 601 de Daimler-Benz) à partir de 1934. Dans la version prévue pour 1953, le moteur de la 300 SL - une des premières voitures à injection directe d'essence après les petites voitures Gutbrod Superior et Goliath GP 700 E - offrait 215 ch (158 kW) et s'appelait en interne M 198. La particularité de ce moteur était l'injection directe dans le cylindre, qui avait été développée à l'époque pour les moteurs d'avion. À partir de 1957, ils sont passés à l'injection dans le collecteur d'admission (d'abord sur la Mercedes-Benz 300) car l'injection directe posait des problèmes dus à la dilution de l'huile et la pompe d'injection était également très complexe à produire pour atteindre la pression plus élevée requise. Dans les voitures particulières équipées d'un moteur essence, l'injection directe n'est à nouveau disponible qu'en 1997 dans la Mitsubishi Carisma GDI. Sur le moteur M 198, la buse d'injection n'était pas située dans la culasse, comme dans les moteurs actuels, mais dans la paroi du cylindre et projetée vers le haut en biais contre la soupape d'échappement. Cela le refroidissait et favorisait l'évaporation du carburant. La buse d'injection était écrasée par les segments de piston et était donc protégée des contraintes les plus importantes causées par le gaz combustible chaud.
Le bloc-cylindres du moteur M 198 est en alliage d'aluminium. Le carter de la boîte de vitesses et le réservoir de carburant étaient également en métal léger. Afin de mettre plus de poids sur l'essieu arrière, l'empattement devrait être raccourci et la boîte de vitesses, le réservoir d'huile et la batterie déplacés vers l'arrière. Les points de suspension de l'essieu arrière étaient plus bas; les bras oscillants menaient directement au moyeu de roue.

### Successeur
En 1954, la version de route de la 300 SL W194, la Mercedes-Benz 300 SL W198 est produite, d'abord en tant que coupé avec des porte papillon, puis en tant que roadster.
En course, c'est la monoplace W196, basée sur la Formule 1, dotée, elle, d'un moteur à huit cylindres en ligne qui succède à la W194. Un an plus tard apparaît la version biplace, la 300 SLR qui sera impliquée dans le terrible accident des 24 Heures du Mans 1955.